# Åke Edin (socialdemokrat)
Åke Edin, född 3 november 1944, död 20 juli 2023, var en svensk politiker.
Edin föddes och växte upp i Gåsböle på Ammerön i Bräcke kommun, dit han återvände i början av 00-talet. Direkt efter skolan arbetade han som skogsarbetare och hästkörare, men utbildade sig sedan till elektriker.
Han blev tidigt engagerad i politiken som medlem i SSU och blev i mitten av 1960-talet ordförande i Jämtlands SSU-distrikt. Han var därefter under sex år föreståndare för SSU:s förbundsskola Bommersvik utanför Södertälje, varefter han knöts som sakkunnig till Industridepartementet. Vid regeringsskiftet 1976 övergick han under några år till olika uppgifter inom arbetarrörelsen tills han blev anställd av finansborgarrådet John-Olof Persson som borgarrådssekreterare.
År 1979 återvände han till hembygden och blev kommunalråd i Bräcke. Han var under 1980-talet ordförande för den statliga kommittén Glesbygdsdelegationen, och under åren 2003 till 2007 ordförande för Hela Sverige ska leva, en organisation som lyfte fram glesbygdens förhållanden och möjligheter. Han avslutade sin yrkeskarriär som stadsdirektör i Gävle.
Edin har beskrivits som "en envis men viktig röst för glesbygdens möjligheter och potential" som kämpat för att "hela Sverige måste leva".